# Мероде (замок)
Мероде (нем. Schloss Merode) — замок на воде около города Дюрен в коммуне Лангервеэ на северной окраине региона Рурайфель в земле Северный Рейн-Вестфалия, Германия. Комплекс является одним из самых ярких образцов ренессансного стиля в Рейнской области. Находится в собственности древнего дворянского рода фон Мероде (изначально баронов, затем графов и наконец князей) без перерыва с 1174 года по настоящее время.

## История
Первое достоверное упоминание о замке относится к 1170 году. Речь в документах идёт о строении, которое воздвиг королевский министериал Вернер, прибывший из Керпена. Разрешение на работы по строительству усадьбы было дано в XII веке императором Фридрихом I Барбароссой. Строения располагались на том месте, где находится сегодняшний замок. Причём сначала местность пришлось расчистить от растительности. От слов «an dem Rodung» («на раскорчёванном», «на поляне») и произошло название замка, так как на старонемецком это звучало как «van me Rode».
Первые укрепления в конце XII века слабо напоминали серьёзный замок. Это была просто небольшая усадьба, обнесённая частоколом и окружённая защитным рвом. Название «Casrtum» (на латыни «крепость») по отношению к Мероде впервые упоминается в 1263 году.

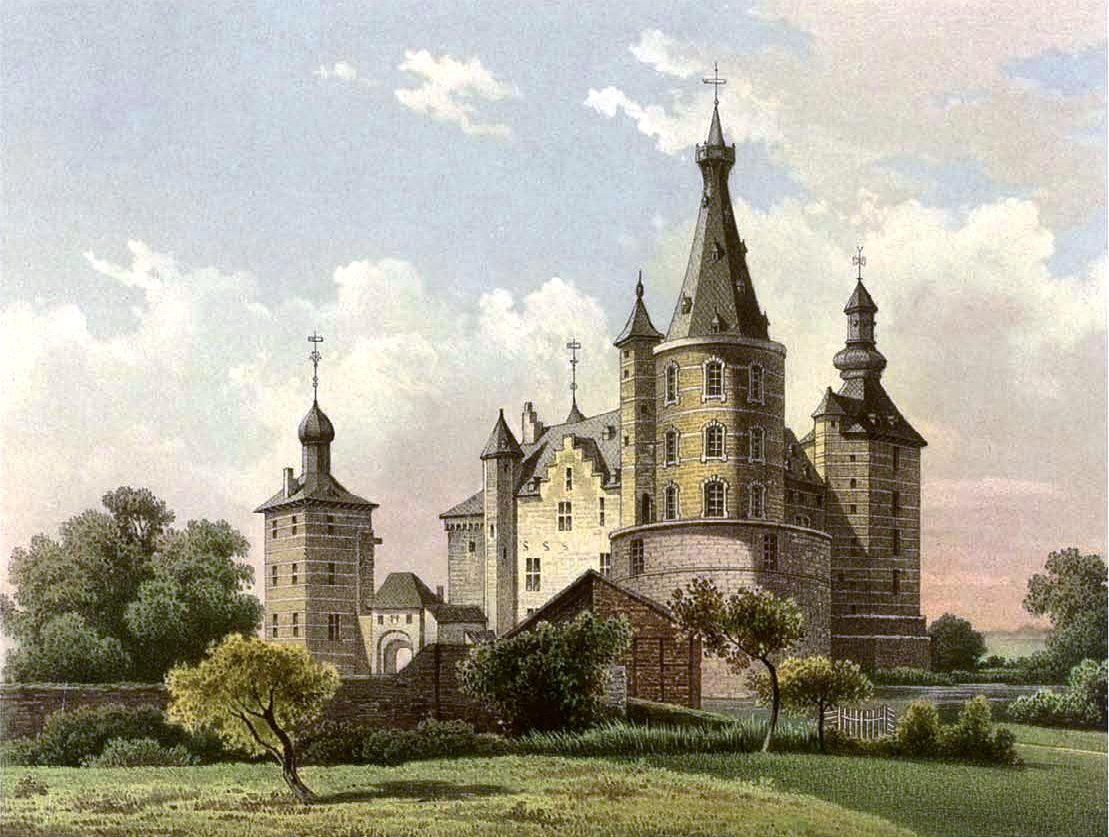
Замок на картине 1860 года

Свой нынешний облик замка обрёл в начале XVIII века. Инициатором масштабных строительным работ был фельдмаршал Жан-Филиппа-Эжен де Мерод-Вестерло. Его надгробие находится в часовне замка.
Серьёзные работы по реконструкции замка были произведены в период между 1834 и 1838 годами.
Во время Второй мировой войны Мероде оказался в значительной степени разрушен. Во время проведения послевоенных ремонтных работ северо-западная башня и часть северного крыла так и не были восстановлены.
19 июня 2000 года в результате крупного пожара 80% восстановленных частей замка снова оказались серьёзно повреждены. Например, полностью сгорели внутренние конструкции и крыши большой и угловой башен. Жертвой пожара стал и частный архив семьи Мерде, хранившийся в замке. Работы по ремонту и реставрации затянулись на много лет.

## Современное состояние
Замок сейчас находится в частной собственности Шарля-Луи, принца Мероде (1949 года рождения) и его семьи. Посещение комплекса туристами не предусмотрено.
В 2019 году представители рода Мероде получила награду Фонда сохранения немецких замков за качественно произведённую реконструкцию и береженое отношения к памятникам архитектуры. .
В часовне замка проводится еженедельная служба.
В Мероде проходит несколько ежегодных статусных мероприятий. В частности, сюда с 2011 года перенесён фестиваль округа Дюрен, который раньше проводился в замке Нидегген.
С 2008 года  на территории замка и окружающего его парка проводиться средневековая рождественская ярмарка. В 2011 году это мероприятие было признана телекомпанией Westdeutscher Rundfunk (WDR) самой красивой рождественской ярмаркой в земле Северный Рейн-Вестфалия. Вход платный, но всегда предусмотрен день с бесплатным входом для небогатых людей.

## Архитектурные особенности замка
- Мероде уникален тем, что вокруг не предусмотрено никаких вспомогательных и хозяйственных строений. Это замок в чистом виде, а не административный или сельскохозяйственных центр владений, где, как правило, имелись конюшни, склады, кузницы, фермы, хлев и прочие стоящие отдельно сооружения.
- Следуя ренессансной моде, архитекторы предусмотрели в замке 12 башен (по числу месяцев в году) и 365 окон (по числу дней), также как и в ренессансном баварском замке Штернберг, неоготическом замке Аренфельс в земле Рейнланд-Пфальц и барочном дворце Дёнхофштэдт в Восточной Пруссии.
- Замок со всех сторон окружён водой. В комплекс можно попасть по каменному мосту, который в древности был разводным.

## Галерея

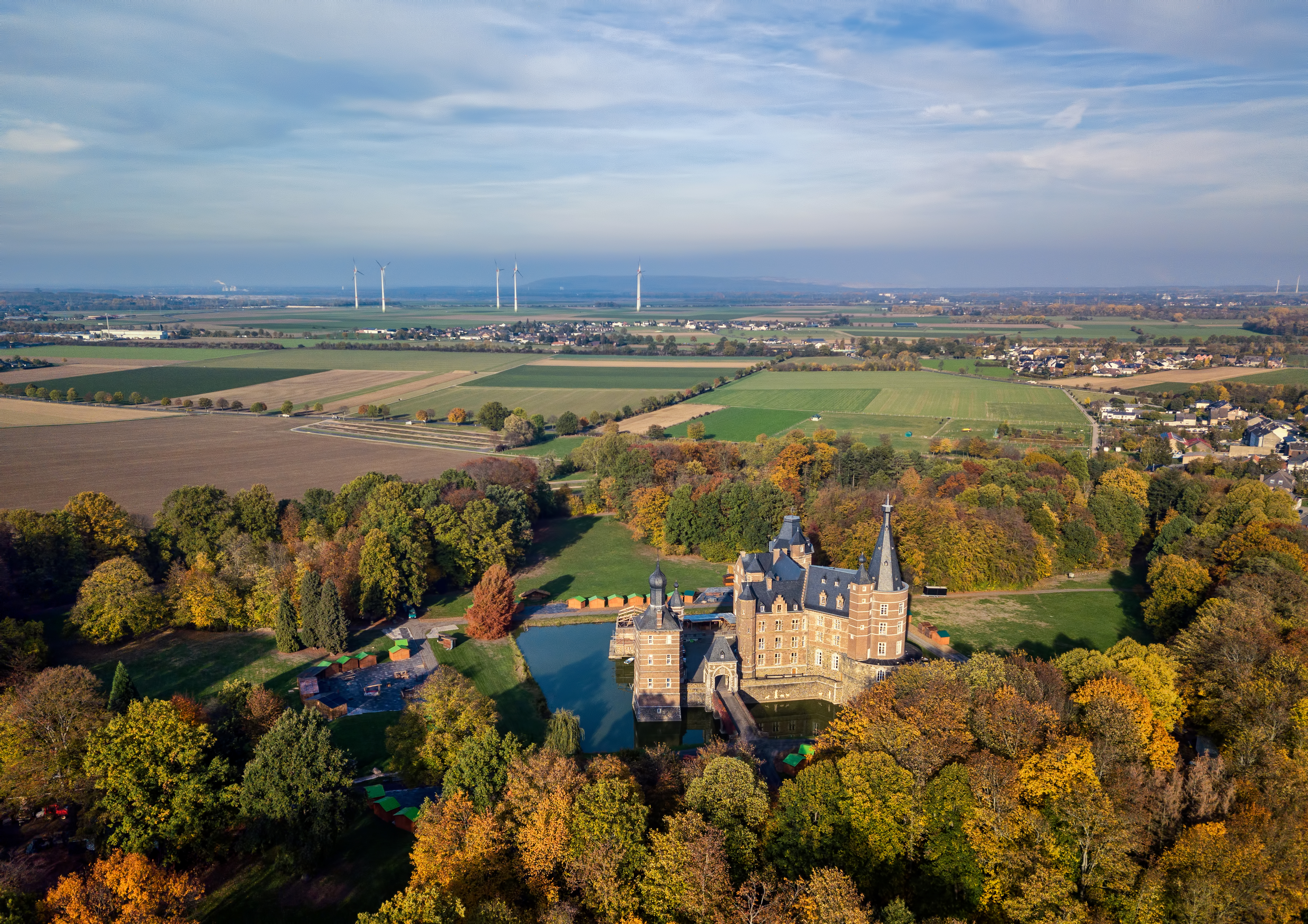
Замковый комплекс с высоты птичьего полёта
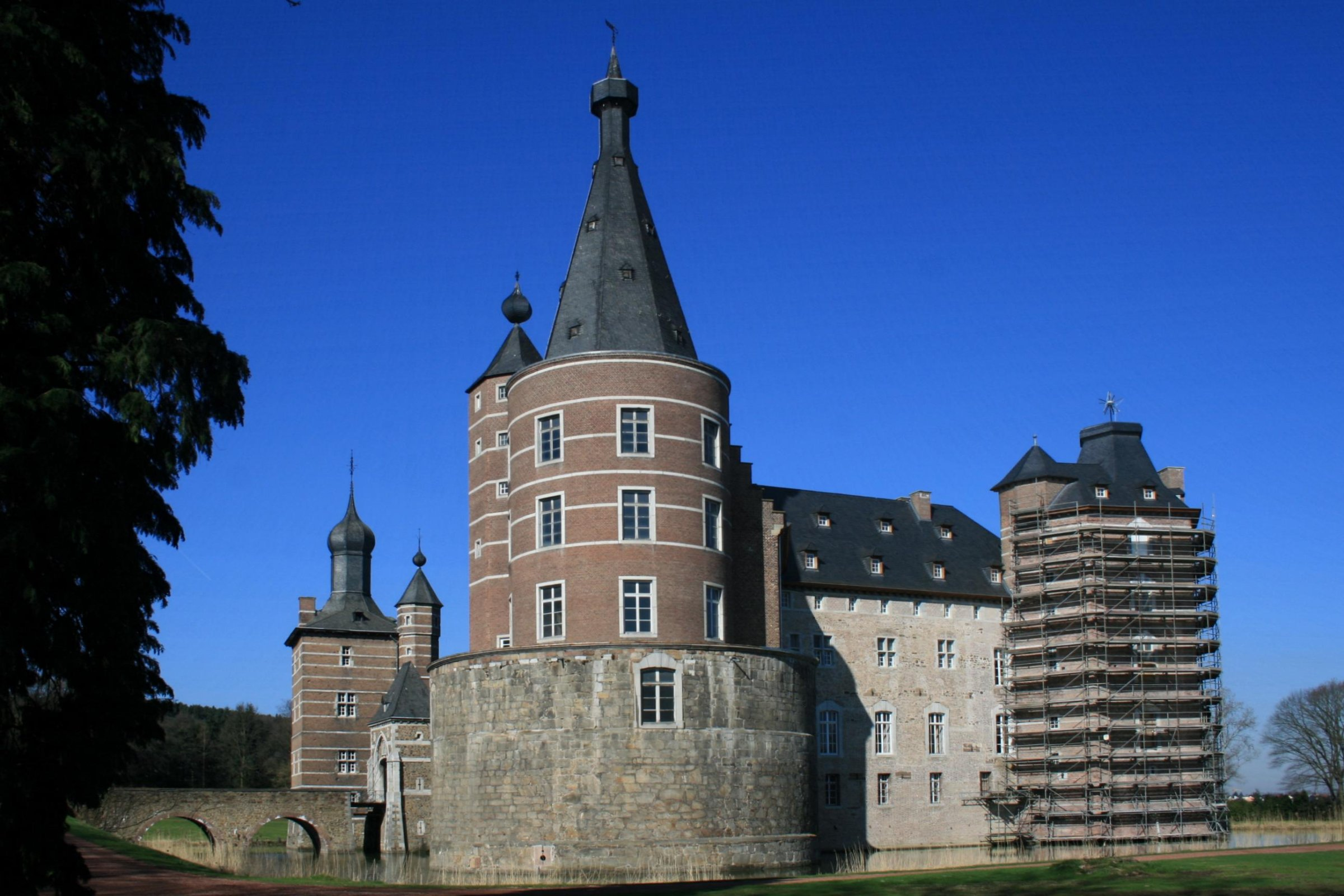
Вид замка с восточной стороны
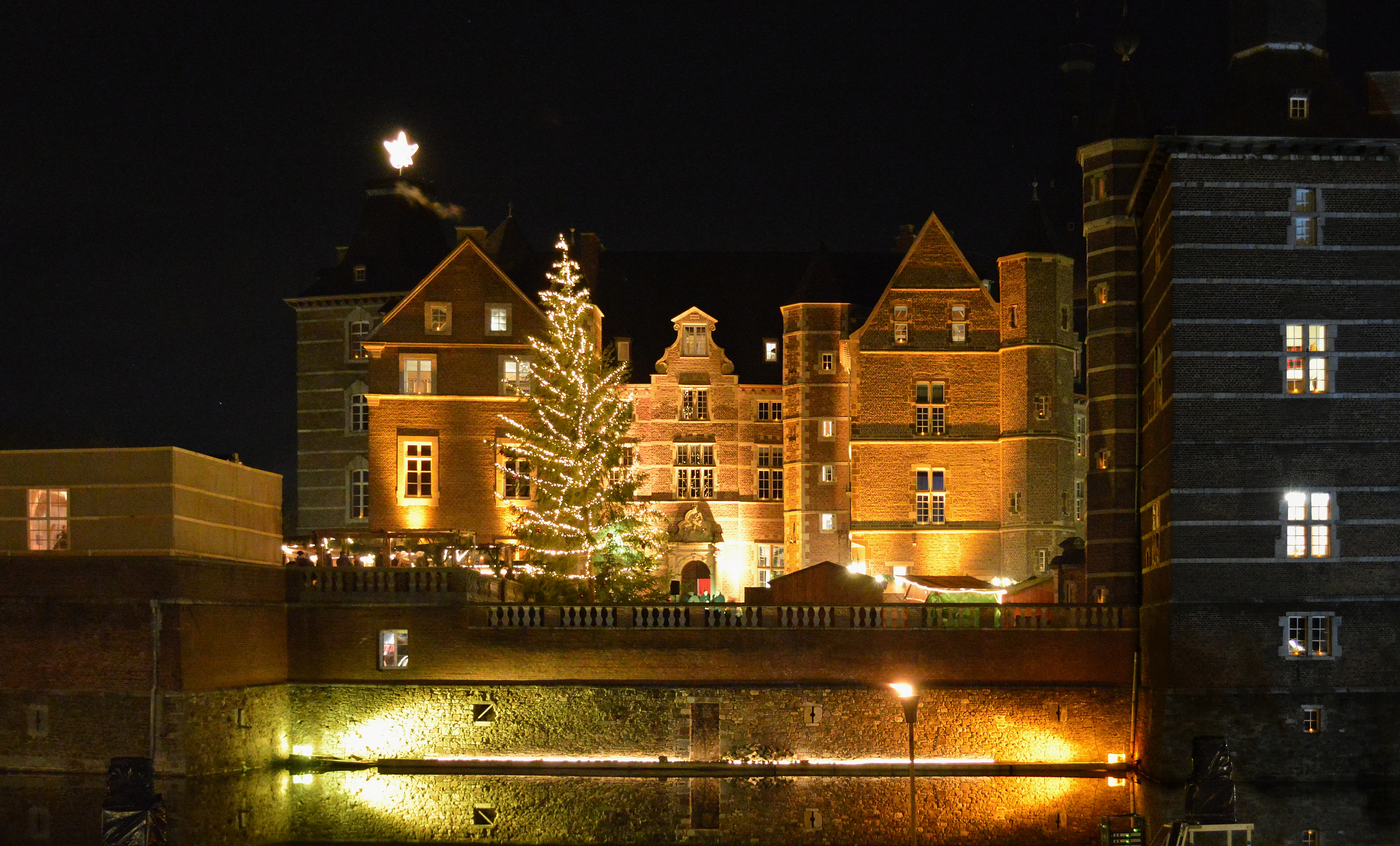
Ночная подсветка замка во время рождественских праздников
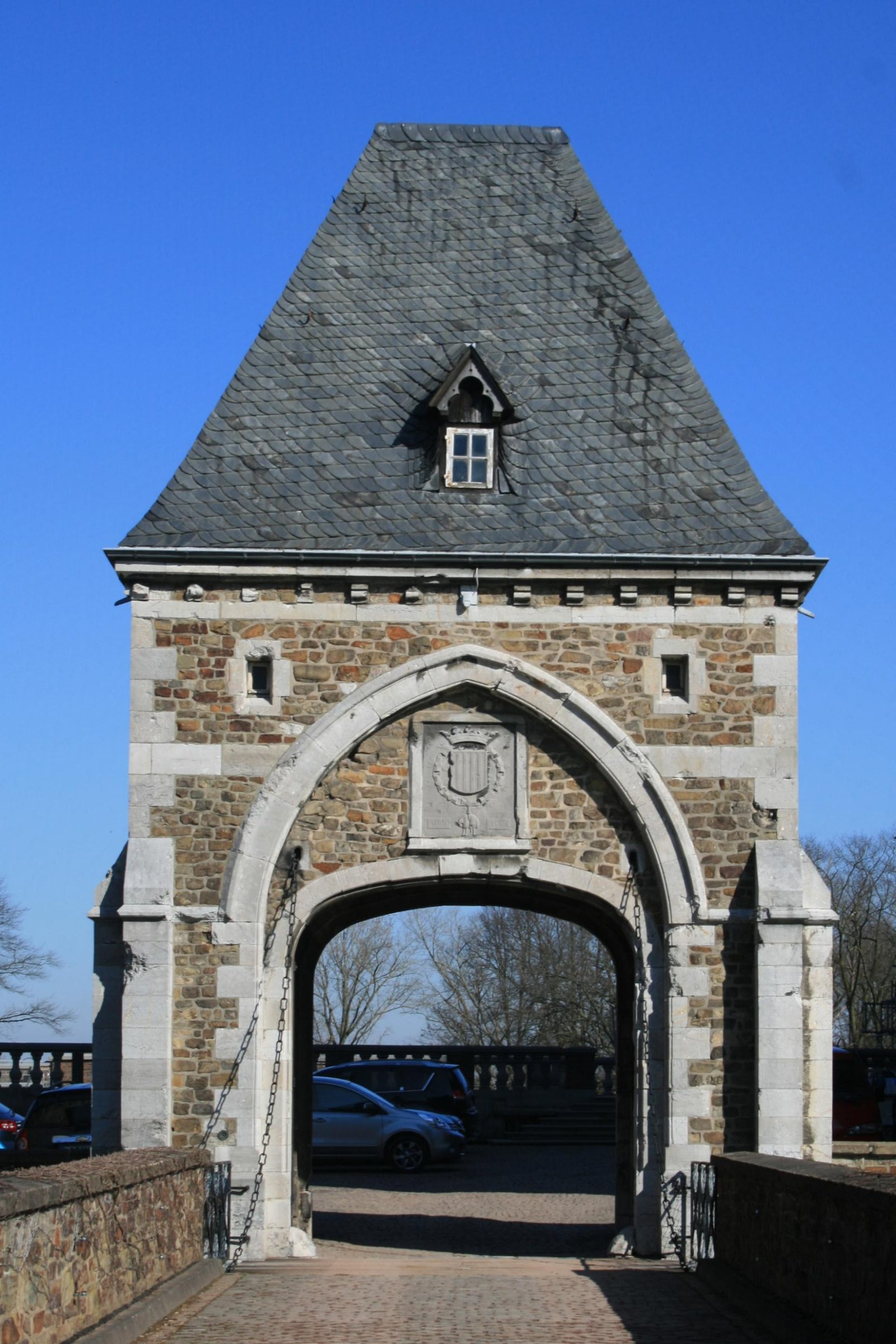
Каменные ворота, ведущие во внутренний двор
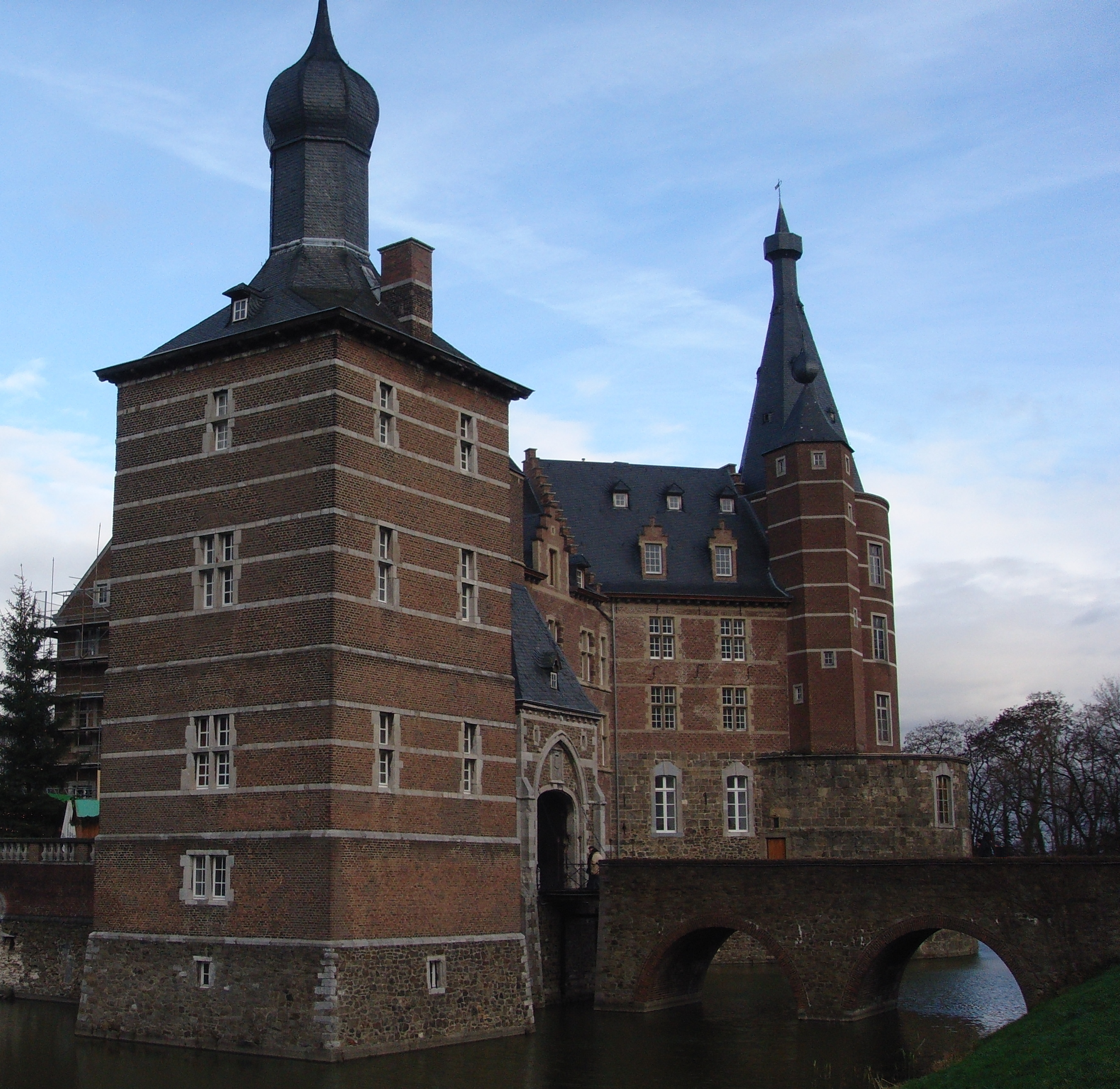
Каменный мост и квадратная башня